# Bihpuriāgaon
Bihpuriāgaon är en ort i Indien.   Den ligger i distriktet Lakhimpur och delstaten Assam, i den östra delen av landet, 1 600 km öster om huvudstaden New Delhi. Bihpuriāgaon ligger 89 meter över havet och antalet invånare är 11 780.
Terrängen runt Bihpuriāgaon är mycket platt. Runt Bihpuriāgaon är det tätbefolkat, med 493 invånare per kvadratkilometer. Det finns inga andra samhällen i närheten. Omgivningarna runt Bihpuriāgaon är en mosaik av jordbruksmark och naturlig växtlighet.